# Brassage génétique
Pour les articles homonymes, voir brassage (homonymie).
Le brassage génétique correspond aux recombinaisons génétiques au sein d'une population entière et sur plusieurs générations.

## Processus
Le brassage génétique est réalisé à deux niveaux, au sein de chaque individu et lors de la reproduction : les brassages intra et interchromosomiques.

### Le brassage génétique au niveau de l'individu
Le brassage correspond ici à une recombinaison, à un mélange de séquences génétiques au sein d'un individu. On peut citer les crossing-overs ou recombinaisons intrachromosomiques qui ont lieu pendant la méiose et contribuent à former la diversité génétique des gamètes produits par un même individu.

### Le brassage génétique lors de la fécondation
Chez les espèces eucaryotes, le brassage génétique intervient au cours de la reproduction sexuée des espèces. Chaque individu possède deux allèles différents de chaque gène s'il est hétérozygote pour ces allèles (sinon on dit qu'il est homozygote). Lors d'une reproduction sexuée, le nouvel individu va hériter, pour chaque gène, l'un des deux allèles de son premier parent - sélectionné aléatoirement - et l'un des deux allèles de son autre parent.
Le patrimoine génétique du nouvel individu est donc ainsi composé aléatoirement d'une partie du patrimoine de chacun de ses deux parents. Ceci permet au matériel génétique de se répandre au sein de l'espèce.